# Іспанський Мейн

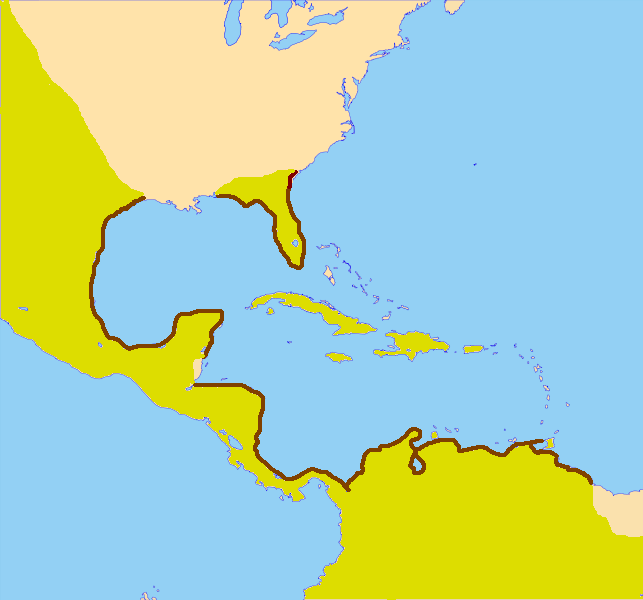
Іспанське узбережжя коричневим. Іспанські володіння зеленим.

Іспа́нський Мейн або просто Мейн (зменшувальне від англ. Spanish Mainland — іспанський основний суходіл) — узбережжя Американського материка, яке контролювала Іспанська імперія навколо Карибського моря і Мексиканської затоки. Воно включало сучасну Флориду, Мексику, Центральну Америку і північний берег Південної Америки.
З XVI по XVIII століття іспанське узбережжя було місцем вивезення казкових багатств до Іспанії у вигляді золота, срібла, спеції, деревини та багатьох інших.